# Asahel
Asahel, Asael (zm. ~1010 p.n.e.) – postać biblijna ze Starego Testamentu.
Siostrzeniec króla Dawida. Asahel był jednym z najdzielniejszych żołnierzy Dawida i stał na czele jednego z jego hufców liczącego podobno 24 000 wojowników, gdzie po jego śmierci dowództwo przejął jego syn Zebadiasz. Poległ w Bitwie na Polu Boków z rąk Abnera przez ugodzenie odwrotną stroną dzidy. 